# Jörg Müller (ciclista)
Jörg Müller (Aarau, 23 gennaio 1961) è un ex ciclista su strada, pistard e dirigente sportivo svizzero, professionista dal 1984 al 1994.
Vinse i Campionati svizzeri sia da dilettante che da professionista. Nel 1985 si aggiudicò il Tour de Romandie, mentre nel 1989 conquistò in Canada il Grand Prix des Amériques, corsa al tempo valida come prova di Coppa del mondo di ciclismo su strada.
Nella sua carriera ha fatto quasi sempre parte della nazionale svizzera ai Campionati del mondo di ciclismo su strada, ottenendo come miglior risultato personale l'ottavo posto nell'edizione del 1985.

## Palmarès

### Strada
- 1984 (dilettanti)

Campionati svizzeri, Prova in linea dilettanti
Giro del Lago Maggiore
2ª tappa Grand Prix Tell (Herisau > Volketswil)
- 1985 (Skil - Sem - Kas - Miko, tre vittorie)

Classifica generale Tour de Romandie
5ª tappa Vuelta al País Vasco (Amurrio > Beasain)
7ª tappa Tour de Suisse (Leukerbaf > Fürigen)
- 1986 (Kas, tre vittorie)

Classifica generale Tour d'Armorique
Prologo Vuelta a Catalunya (Valencia > Valencia)
5ª tappa Vuelta a la Comunidad Valenciana (Playa de Aro > Playa de Aro, cronometro)
- 1987 (PDM - GIN MG - Ultima - Concorde, due vittorie)

Campionati svizzeri, Prova in linea
6ª tappa Vuelta a Catalunya (Tremp > Manresa)
- 1989 (PDM, una vittoria)

Grand Prix des Amériques
- 1993 (CLAS - Cajastur, una vittoria)

9ª tappa Tour du Pont (Blacksburg > Beech Mountain)

#### Altri successi
- 1986 (Kas)

Classifica giovani Tour d'Armorique
- 1989 (PDM)

Classifica squadre Tour de France
- 1993 (CLAS - Cajastur)

Criterium di Olean
Wartenberg Rundfahrt
- 1994 (Mapei - Clas)

Wartenberg Rundfahrt

### Pista
- 1984

Campionati svizzeri, Inseguimento individuale
- 1988

Sei giorni di Zurigo (con Daniel Gisiger)

## Piazzamenti

### Grandi Giri
- Giro d'Italia

1988: 55º
1991: 71º
- Tour de France

1986: 99º
1987: 99º
1988: 27º
1989: 29º
1990: 31º
1992: 94º
1993: 52º
1994: 59º
- Vuelta a España

1987: squalificato (7ª tappa)
1991: 101º
1994: 65º

### Classiche monumento
- Milano-Sanremo

1985: 115º
1986: 28º
1988: 16º
1990: 33º
1992: 89º
1993: 122º
- Giro delle Fiandre

1987: 33º
1988: 25º
1989: 74º
1990: 93º
1992: 46º
- Parigi-Roubaix

1985: 27º
1986: 52º
1987: 43º
1988: 24º
1989: 23º
1990: 37º
1991: 65º
1992: 83º
- Liegi-Bastogne-Liegi

1988: 22º
1989: 46º
1991: 107º
1993: 37º
- Giro di Lombardia

1986: 7º
1989: 54º

### Competizioni mondiali
- Campionati del mondo

Barcellona 1984 - In linea Dilettanti: 30º
Giavera del Montello 1985 - In linea: 8º
Colorado Springs 1986 - In linea: 80º
Villach 1987 - In linea: 12º
Ronse 1988 - In linea: 41º
Chambéry 1989 - In linea: ritirato
Utsunomiya 1990 - In linea: 55º
Benidorm 1992 - In linea: ritirato
Oslo 1993 - In linea: 32°
Agrigento 1994 - In linea: ritirato
- Coppa del mondo

Coppa del mondo 1989: 18º
- Giochi olimpici

Los Angeles 1984 - Corsa a punti: 4º
Los Angeles 1984 - Inseguimento individuale: 15º
Los Angeles 1984 - Inseguimento a squadre: 7º